# Động đất Sanriku 2012
Động đất Sanriku 2012 (三陸沖地震 Sanriku-oki jishin) xảy ra lúc 17:18 (theo giờ địa phương), ngày 7 tháng 12 năm 2012. Trận động đất mạnh 7,3 độ Richter, tâm chấn nằm gần ngoài khơi thành phố Kamaishi với độ sâu 36 km. Cơ quan khí tượng Nhật Bản đã ban bố cảnh báo sóng thần khẩn cấp từ ngoài khơi tỉnh Aomori đến tỉnh Ibaraki, sóng thần cao 1m đã đánh ập vào Ishinomaki, tỉnh Miyagi.